# Europäische Fledermausnacht
Die Europäische Fledermausnacht (englisch: European Bat Night) ist ein jährlich stattfindendes Ereignis in vielen europäischen Städten und Regionen. Es wird von lokalen Natur- und Artenschutzverbänden organisiert und dient der Information über heimische Fledermauspopulationen und deren Lebensräume. Die Fledermausnacht gilt als besonders familien- und kinderfreundlich. Je nach Veranstalter werden Ausstellungen, Filmvorführungen und Vorträge angeboten, oft auch abendliche Exkursionen zu Fledermausquartieren und Jagdgebieten. Dabei können Fledermäuse nicht nur beobachtet, sondern mit Hilfe von so genannten Fledermausdetektoren auch akustisch wahrgenommen werden. In Deutschland wird die Fledermausnacht durch den Naturschutzbund Deutschland (NABU), den Landesbund für Vogel- und Naturschutz in Bayern (LBV) und weitere örtliche oder regionale Naturschutzverbände gefördert.

## Geschichte
Die ersten Europäischen Fledermausnächte wurden in den 1990er Jahren in Polen und Frankreich gefeiert. Seit 1997 steht die Veranstaltung unter der Schirmherrschaft des Abkommens zur Erhaltung der europäischen Fledermauspopulationen (EUROBATS). Seitdem hat sie sich in mehr als 30 europäischen Ländern etabliert. Im Jahr 2006, zur zehnten Fledermausnacht, fanden allein in Deutschland ca. 270 Veranstaltungen statt. Das Ereignis ist traditionell für das letzte Wochenende im August datiert; allerdings ist die Terminwahl den Organisatoren grundsätzlich frei überlassen.

## Zweck der Veranstaltung
Für den Fledermausschutz ist eine wirksame Öffentlichkeitsarbeit sowie die Mitarbeit und das Verständnis von Privatpersonen besonders wichtig, da die Tiere ihre Winter- und Sommerquartiere auch und vor allem in Häusern, Kirchen und anderen von Menschen genutzten Gebäuden beziehen. Durch die Fledermausnacht sollen Kenntnisse über die Lebensräume und Verhaltensweisen von Fledermäusen vermittelt und Berührungsängste der Menschen abgebaut werden, um einen effektiven Schutz der Tiere zu gewährleisten.